# Daria Gavrilova
Daria Saville (de nacimiento Gavrílova) (ruso: Дарья Алексеевна Гаврилова; Moscú, 5 de marzo de 1994) es una jugadora de tenis australiana de origen ruso.
Daria ha ganado el Torneo de New Haven, en 2017 y la Copa Hopman por equipos, en 2016. Y en dobles, dos torneos: Estambul en 2015 y Estrasburgo en 2019e. Su mejor clasificación en la WTA fue la número 20 del mundo, que llegó el 24 de octubre de 2016. En dobles alcanzó número 90 del mundo, que llegó el 24 de octubre de 2016.
Daria ha ganado los Juegos Olímpicos de la Juventud 2010 y el Abierto de Estados Unidos Dobles júnior de 2010. Alcanzó el ranking juvenil récord combinado de número 1 del mundo en agosto de 2010.
La relación de Daria con el tenista australiano Luke Saville influyó en su decisión de convertirse en ciudadana australiana. Ella y Luke se comprometieron el 6 de diciembre de 2018. Se casaron el 4 de diciembre de 2021.

## Títulos WTA (3; 1+2)

### Individual (1)
| Leyenda                                |
| -------------------------------------- |
| Grand Slam (0)                         |
| Juegos Olímpicos (0)                   |
| WTA Finals (0)                         |
| P. Mandatory & Premier 5, WTA 1000 (0) |
| Premier, WTA 500 (1)                   |
| International, WTA 250 (0)             |

| N.º | Fecha                | Torneo    | Superficie | Oponente en la final | Resultado     |
| --- | -------------------- | --------- | ---------- | -------------------- | ------------- |
| 1.  | 26 de agosto de 2017 | New Haven | Dura       | Dominika Cibulková   | 4-6, 6-3, 6-4 |

#### Finalista (4)
| N.º | Fecha                 | Torneo      | Superficie    | Oponente en la final     | Resultado        |
| --- | --------------------- | ----------- | ------------- | ------------------------ | ---------------- |
| 1.  | 22 de octubre de 2016 | Moscú       | Dura (i)      | Svetlana Kuznetsova      | 2-6, 1-6         |
| 2.  | 27 de mayo de 2017    | Estrasburgo | Tierra batida | Samantha Stosur          | 7-5, 4-6, 3-6    |
| 3.  | 15 de octubre de 2017 | Hong Kong   | Dura          | Anastasia Pavlyuchenkova | 7-5, 3-6, 6-7(3) |
| 4.  | 27 de agosto de 2022  | Granby      | Dura          | Daria Kasátkina          | 4-6, 4-6         |

### Dobles (3)
| Leyenda                                |
| -------------------------------------- |
| Grand Slam (0)                         |
| Juegos Olímpicos (0)                   |
| WTA Finals (0)                         |
| P. Mandatory & Premier 5, WTA 1000 (0) |
| Premier, WTA 500 (0)                   |
| International, WTA 250 (3)             |

| N.º | Fecha               | Torneo      | Superficie    | Pareja          | Oponentes en la final            | Resultado        |
| --- | ------------------- | ----------- | ------------- | --------------- | -------------------------------- | ---------------- |
| 1.  | 26 de julio de 2015 | Estambul    | Dura          | Elina Svitólina | Çağla Büyükakçay Jelena Janković | 5-7, 6-1, [10-4] |
| 2.  | 25 de mayo de 2019  | Estrasburgo | Tierra batida | Ellen Perez     | Yingying Duan Xinyun Han         | 6-4, 6-3         |
| 11. | 21 de mayo de 2022  | Estrasburgo | Tierra batida | Nicole Melichar | Lucie Hradecká Sania Mirza       | 5-7, 7-5, [10-6] |

#### Finalista (2)
| N.º | Fecha                    | Torneo           | Superficie | Pareja          | Oponentes en la final              | Resultado        |
| --- | ------------------------ | ---------------- | ---------- | --------------- | ---------------------------------- | ---------------- |
| 1.  | 21 de octubre de 2016    | Moscú            | Dura (i)   | Daria Kasátkina | Andrea Hlaváčková Lucie Hradecká   | 6-4, 0-6, [7-10] |
| 2.  | 23 de septiembre de 2017 | Tokio (Pacífico) | Dura       | Daria Kasátkina | Andreja Klepač María José Martínez | 3-6, 2-6         |

## Títulos ITF

### Individual (4)
| Torneos de $100 000 |
| Torneos de $75 000  |
| Torneos de $50 000  |
| Torneos de $25 000  |
| Torneos de $15 000  |
| Torneos de $10 000  |

| N.º | Fecha                 | Torneo                | Superficie | Oponentes        | Resultado     |
| --- | --------------------- | --------------------- | ---------- | ---------------- | ------------- |
| 1.  | 17 de abril de 2011   | Antalya, Turquía      | Dura       | Ksenia Lykina    | 6-4, 4-6, 6-2 |
| 2.  | 11 de octubre de 2014 | Bangkok, Tailandia    | Dura       | Sabina Sharipova | 7-6, 6-3      |
| 3.  | 7 de febrero de 2015  | Burnie, Australia     | Dura       | Irina Falconi    | 7-5, 7-5      |
| 4.  | 15 de febrero de 2015 | Launceston, Australia | Dura       | Tereza Mrdeža    | 6-1, 6-2      |

#### Finalista (2)
| N.º | Fecha               | Torneo       | Superficie | Oponentes           | Resultado     |
| --- | ------------------- | ------------ | ---------- | ------------------- | ------------- |
| 1.  | 27 de marzo de 2011 | Moscú, Rusia | Dura       | Liudmila Kichenok   | 2-6, 0-6      |
| 2.  | 14 de mayo de 2012  | Moscú, Rusia | Arcilla    | Margarita Gasparián | 6-4, 4-6, 6-7 |

#### Dobles (2)
| Torneos de $100 000 |
| Torneos de $75 000  |
| Torneos de $50 000  |
| Torneos de $25 000  |
| Torneos de $15 000  |
| Torneos de $10 000  |

| N.º | Fecha               | Torneos                    | Superficie | Pareja           | Oponentes                        | Resultado |
| --- | ------------------- | -------------------------- | ---------- | ---------------- | -------------------------------- | --------- |
| 1.  | 30 de abril de 2012 | Chiasso, Suiza             | Arcilla    | Irina Jromachova | Conny Perrin Masa Zec-Peskiric   | 6-0, 7-6  |
| 2.  | 7 de julio de 2014  | Sacramento, Estados Unidos | Dura       | Storm Sanders    | Maria Sanchez Zoe Gwen Scandalis | 6-2, 6-1  |

#### Finalista (1)
| N.º | Fecha                 | Torneos            | Superficie | Pareja           | Oponentes            | Resultado |
| --- | --------------------- | ------------------ | ---------- | ---------------- | -------------------- | --------- |
| 1.  | 11 de octubre de 2014 | Bangkok, Tailandia | Dura       | Irina Jromachova | Liu Chang Lu Jiajing | 4-6, 3-6  |

## Victorias sobres números 1
| Resultado   | # | Jugadora         | Evento                   | Superficie | Ronda | Resultado |
| ----------- | - | ---------------- | ------------------------ | ---------- | ----- | --------- |
| Semifinales | 1 | Angelique Kerber | Torneo de Hong Kong 2016 | Dura       | CF    | 6–3, 6–1  |